# فیلیپ امونه
فیلیپ اموِنه (انگلیسی: Phillipp Mwene؛ زادهٔ ۲۹ ژانویهٔ ۱۹۹۴) بازیکن فوتبال اهل اتریش است.
از باشگاه‌هایی که در آن بازی کرده‌است می‌توان به باشگاه فوتبال آستریا وین، باشگاه فوتبال اشتوتگارت و باشگاه فوتبال کایزرسلاوترن اشاره کرد.
وی همچنین در تیم‌های ملی فوتبال زیر ۲۱ سال اتریش و اتریش بازی کرده‌است.